# Aleksander Kazimierz Bereśniewicz
Aleksander Kazimierz Bereśniewicz (ur. 16 czerwca 1823 w Szwelniach k. Rosień, zm. 4 czerwca 1902 we Włocławku) – polski duchowny rzymskokatolicki, biskup pomocniczy żmudzki i tytularny biskup Maximianopolis w latach 1859–1875, administrator diecezji żmudzkiej w latach 1875–1883, biskup diecezjalny kujawsko-kaliski w latach 1883–1902.
Z jego inicjatywy władze rosyjskie zwróciły wiernym kościół Świętego Krzyża w Kownie.